# Adam Ignacy Komorowski
Adam Ignacy Komorowski (Czyżowice, 24 maggio 1699 – Skierniewice, 2 marzo 1759) è stato un arcivescovo cattolico polacco.

## Biografia
Nacque a Czyżowice, un villaggio della terra di Chełmno. Studiò filosofia e teologia presso i gesuiti di Cracovia e Breslavia e nel 1723 si laureò a Roma in utroque iure.
Entrato nello stato ecclesiastico, ottenne numerosi benefici e prebende: fu canonico dei capitoli collegiati di Tarnów e Pilica, di cui fu anche preposito; arcidiacono del capitolo collegiato di Nowy Sącz; preposito del capitolo collegiato di San Michele nel castello di Wawel; cancelliere e poi preposito del capitolo cattedrale di Cracovia.
Nel 1748 fu eletto arcivescovo metropolita di Gniezno e primate di Polonia, carica che mantenne fino alla morte.
Fu membro del Sejm del 1752 e cavaliere dell'Ordine dell'Aquila Bianca.
Sostenitore della monarchia di Augusto III, ottenne la sua liberazione quando il re fu catturato dai prussiani durante la guerra dei sette anni e appoggiò la candidatura di suo figlio Carlo Cristiano al ducato di Curlandia e Semigallia.
Morì nel 1759 ed è sepolto nella chiesa collegiata di Łowicz.

## Genealogia episcopale e successione apostolica
La genealogia episcopale è:
- Cardinale Scipione Rebiba
- Cardinale Giulio Antonio Santori
- Cardinale Girolamo Bernerio, O.P.
- Vescovo Claudio Rangoni
- Arcivescovo Wawrzyniec Gembicki
- Arcivescovo Jan Wężyk
- Vescovo Piotr Gembicki
- Vescovo Jan Gembicki
- Vescovo Bonawentura Madaliński
- Vescovo Jan Małachowski
- Arcivescovo Stanisław Szembek
- Vescovo Felicjan Konstanty Szaniawski
- Vescovo Andrzej Stanisław Załuski
- Arcivescovo Adam Ignacy Komorowski

La successione apostolica è:
- Vescovo Walenty Franciszek Wężyk (1753)
- Arcivescovo Władysław Aleksander Łubieński (1758)